# Реактор с жидкометаллическим теплоносителем
Реа́ктор с жидкометалли́ческим теплоноси́телем (ЖМТ) — ядерный реактор на быстрых нейтронах, использующий в качестве теплоносителя расплавленный металл.

## Общая информация
Первые проекты реакторов с жидкометаллическим теплоносителем появились в 1950-х годах, работы велись в СССР и в США.
В США была создана экспериментальная подлодка USS Seawolf (SSN-575), имевшая, первоначально (в 1957—1958 гг.), реактор с жидкометаллическим теплоносителем (натрий) в первом контуре.
В СССР разработка проводилась, с сентября 1952 года, в Физико-энергетическом институте, научным руководителем проекта стал академик Академии наук Украинской ССР А. И. Лейпунский. Одним из первых вариантов практического применения реактора стало использование установки на опытной подводной лодке К-27 (теплоноситель — сплав свинец-висмут, вступила в строй в апреле 1962 года).
Первыми серийными ЖМТ-реакторами в мире стали реакторы БМ-40А и ОК-550 для ПЛА проекта 705(К) «Лира».
Всего в СССР было построено 13 реакторов с жидкометаллическим теплоносителем: три наземных стенда — 27/ВТ, 27/ВТ-5 и КМ-1, два реактора РМ-1 на АПЛ К-27 и восемь реакторов для АПЛ проекта 705(К), в том числе три БМ-40А и пять ОК-550.
В дальнейшем на базе реакторов атомных подводных лодок была разработана серия реакторов СВБР.
Для АПЛ и подводных дронов ЖМТ-реактор привлекателен по причине компактности и низкого веса, быстрого набора мощности, необходимой для маневрирования в боевых условиях, а также повышенной потенциальной безопасности реактора, в том числе и способности реактора самопроизвольно уменьшать мощность в аварийных ситуациях.
При турбулентном течении жидкостей в трубах передача тепла осуществляется как за счет турбулентного перемешивания потока, так и путём молекулярной теплопроводности теплоносителя. Жидкометаллические теплоносители обладают лучшей, по сравнению с другими теплоносителями, молекулярной теплопроводностью. Это определяет бо́льшую долю тепла, переносимого за счёт теплопроводности, и обеспечивает лучшие теплопередающие свойства жидких металлов, что в основном и определяет их широкое использование в качестве теплоносителей.
Жидкие металлы являются единственными теплоносителями, удовлетворяющими всем требованиям в отношении теплоотвода и ядерных свойств, предъявляемым к энергетическим реакторам на промежуточных и быстрых нейтронах, а также к реакторам-размножителям.
Некоторые ядерные и теплофизические свойства жидких металлов, нашедших применение в технике реакторостроения, приведены в таблице.
| Свойства                                   | Металлы | Металлы | Металлы | Металлы            | Металлы | Металлы    | Металлы |
| ------------------------------------------ | ------- | ------- | ------- | ------------------ | ------- | ---------- | ------- |
| Свойства                                   | Bi      | Pb      | Li      | Hg                 | К       | Na         | Na-K    |
| Температура плавления, °C                  | 271     | 327,4   | 186     | −39                | 64      | 98         | 19      |
| Температура кипения, °C                    | 1477    | 1717    | 1317    | 357                | 760     | 883        | 825     |
| Удельная теплоёмкость, ккал/кг °С          | 0,038   | 0,037   | 1,05    | 0,033              | 0,182   | 0,30       | 0,26    |
| Плотность при температуре плавления, г/см³ | 10,0    | 10,7    | 0,61    | 13,7               | 0,82    | 0,93       | 0,89    |
| Теплопроводность, ккал/м·ч °С              | 0,037   | 0,036   | 0,1     | 0,039              | 0,20    | 0,17       | 0,068   |
| Растворимость в уране при 500 °C, вес. %   | 0,9     | 0,02    | 0,01    | 25                 | —       | Очень мала | —       |
| Коррозионные свойства                      | —       | —       | Хорошие | Удовлетворительные | —       | Хорошие    | —       |
| Сечение захвата тепловых нейтронов, барн   | 0,032   | 0,17    | 67      | 360                | 1,97    | 0,49       | 0,96    |

## Достоинства
Использование жидкометаллических теплоносителей в ядерных установках имеет ряд преимуществ:
1. Жидкие металлы имеют малую упругость паро́в. Давление в системе определяется только потерей напора в контуре, которое обычно меньше 7 атм. Низкое давление существенно упрощает конструкцию и эксплуатацию как реактора, так и вспомогательного оборудования станции.
2. Жидкие металлы можно нагреть до более высокой температуры, чем воду первого контура, что позволяет значительно повысить кпд.
3. Высокая температура кипения жидких металлов обеспечивает большую гибкость в работе. Например, если температура теплоносителя на выходе из реактора значительно повысится, то расплавления тепловыделяющих элементов, обусловленного ухудшением теплоотдачи из-за образования парово́й плёнки, как это происходит при охлаждении водой, не произойдёт. Допустимые тепловые потоки практически не ограничены критическими тепловыми нагрузками. Реактор с натриевым контуром имеет тепловые потоки до 2,3⋅106 ккал/м²·ч и удельную объёмную напряжённость 1000 кВт/л.
4. Высокая электропроводность жидких щелочных металлов позволяет полностью использовать герметизированные электромагнитные насосы (постоянного и переменного тока). По расходу энергии на прокачивание жидкие металлы лишь немногим уступают воде. Из жидких металлов лучшие характеристики по расходу энергии на прокачивание имеют щелочные металлы. Если, например, расход энергии на прокачивание жидкого натрия принять за единицу, то для ртути это будет 2,8, а для висмута — 4,8.
5. В отличие от других жидких металлов, Na и Na—K оказывают малое коррозионное и эрозионное воздействие на конструкционные материалы. Для натрия и эвтектики Na—K можно применять многие из обычных материалов.
6. Наиболее дешёвым из жидких металлов является натрий, затем — свинец и калий. Поскольку объём теплопередающей системы обычно относительно невелик, а перезарядка производится редко, затраты на теплоноситель незначительны.
7. Жидкие металлы являются одноатомными веществами, поэтому проблема радиационных нарушений в теплоносителях не возникает. Хотя некоторая часть атомов жидкого металла и превращается в другой металл (например, 24Na переходит в 24Mg), но количество таких трансмутаций при существующих нейтронных потоках в реакторах ничтожно мало.

## Недостатки
1. Щелочные металлы обладают большой химической активностью. Наибольшую опасность представляет реакция с водой. Поэтому в системах с пароводяными циклами должны быть предусмотрены устройства, обеспечивающие взрывобезопасность. Чтобы избежать окисления металла, соприкосновение его с воздухом должно быть исключено, так как окись Na не растворима в жидком Na и Na—K, а включение окислов может привести к закупорке отдельных каналов. Наличие в жидком Na и Na—K окислов натрия ухудшает также коррозионные свойства теплоносителей. Натрий и Na—K должны храниться в среде инертного газа (He, Ar).
2. Активация теплоносителя приводит к необходимости устраивать для наружной части контура теплопередающей системы биологическую защиту. Решение этой проблемы усложняется для γ-излучения высокой энергии и для тормозного излучения. 
 Изотопы Na и К имеют малые периоды распада, но при загрязнении металла активными примесями с большим периодом распада задача защиты от активности усложняется, и требуется создание такой конструкции, которая позволяла бы выводить весь жидкий металл из системы при её ремонте. Отмеченные обстоятельства вынуждают предъявлять повышенные требования к химической чистоте жидких металлов.
3. Дополнительные устройства, применение которых необходимо в связи с использованием жидкометаллических теплоносителей, значительно усложняют технологическую схему ядерно-энергетической установки. Такими дополнительными устройствами являются:
  1. Установка для плавления и передавливания жидкого металла в контур (для Na—K-эвтектики плавильный бак не требуется);
  2. Устройство для удаления окислов. Через это устройство, включенное параллельно основному контуру, устанавливается небольшой расход жидкого металла; таким образом, осуществляется непрерывная очистка теплоносителя от окислов;
  3. Ловушки для паро́в жидкого металла, уносимых газовым потоком из системы при её опорожнении и заполнении. Газовые потоки с пара́ми жидкого металла возможны и из других аппаратов (буферные бачки и пр.).

К недостаткам использования жидкого натрия необходимо отнести также его способность проникать в поры графита. Наличие большого количества балластного натрия в порах привело бы к большим потерям нейтронов из-за относительно большого сечения захвата нейтронов натрием. Для предотвращения контакта между натрием и графитом последний обычно защищается фольгой из металла (например, циркония), слабо поглощающего нейтроны.
Опыт использования свинец-висмутовых реакторов в советском флоте показал наличие сложностей с перезарядкой отработанного ядерного топлива — ни один из построенных реакторов не проработал больше одной перезарядки, в основном по причине заполнения металлическими шлаками первого контура, несмотря на низкое давление наблюдались неоднократные протекания свинцово-висмутового теплоносителя с его последующим замораживанием, причиной многих аварий стали течи в парогенераторах. Тринадцать произведённых реакторов за 37 лет эксплуатации суммарно проработали примерно 5 эффективных реакторо-лет, и в целом подобные конструкции показали себя крайне ненадёжными и опасными, а жидкометаллический сплав был признан неподходящим для использования в атомной энергетике.